# Phobetron dyari
Phobetron dyari är en fjärilsart som beskrevs av Barnes och Benjamin 1926. Phobetron dyari ingår i släktet Phobetron och familjen snigelspinnare. Inga underarter finns listade i Catalogue of Life.